# Jacob Devers
Jacob Loucks Devers, detto Jake (York, 8 settembre 1887 – Washington, 15 ottobre 1979), è stato un generale statunitense.
Comandante della 6ª Armata di stanza in Europa durante la seconda guerra mondiale, è stato il generale comandante alleato a raggiungere per primo, alla testa del 6º Gruppo d'armate, le rive del Reno a Strasburgo il 24 novembre, dopo lo Sbarco in Normandia e l'Operazione Dragoon.

## Carriera militare
Diplomatosi a West Point nel 1909, partecipò a molte campagne dell'esercito e a operazioni quali l'operazione Dragoon, la campagna della Renania e l'invasione alleata della Germania. Divenne generale di brigata nel maggio 1940 e generale l'8 marzo 1945.
Nel luglio 1944, Devers ricevette il comando del 6º Gruppo d'armate. Con dodici divisioni americane e undici francesi, Devers liberò l'Alsazia, ridusse la sacca di Colmar, attraversò il fiume Reno e accettò la resa delle forze tedesche in Austria occidentale il 6 maggio 1945.
Devers si distinse per la grande competenza professionale e la carriera esemplare, durata oltre trentacinque anni. Ritiratosi il 30 settembre 1949, morì nel 1979 a Washington ed è sepolto nel cimitero nazionale di Arlington.